# 赫靈斯 (紐約州)
赫靈斯（英語：Herrings）是位於美國紐約州傑佛遜縣的普查規定居民點。

## 人口
根據2020年美國人口普查的數據，赫靈斯的面積為0.50平方千米，當中陸地面積為0.40平方千米，而水域面積為0.10平方千米。當地共有人口116人，而人口密度為每平方千米232人。